# Lingua kaska
Il kaska è una lingua appartenente alla famiglia linguistica  athabaska parlata nel sud-est dello Yukon e nel nord della Columbia Britannica in Canada dal popolo Kaska.
È parlata da circa 300 persone, su una popolazione etnica di 540, secondo Ethnologue.com.
La lingua tagish e la lingua Lingua tahltan sono molto simili al kaska. Per alcuni studiosi si tratterebbe di tre dialetti di una medesima lingua, altri linguisti pensano invece si tratti di lingue separate.
Il kaska corre pericolo d'estinzione, infatti, come molte delle lingue amerinde nordamericane, soffre del processo di deriva linguistica verso l'inglese, per cui i giovani parlano quest'ultimo idioma a scapito di quelli tradizionali.